# Fausto Delhuyar
Fausto Fermín Delhuyar (ou Fausto Fermín de Elhuyar) (11 de outubro de 1755 – 6 de fevereiro  de 1833) foi um químico espanhol, e co-descobridor do tungsténio com o seu irmão Juan José Delhuyar em 1783. Fausto Delhuyar tinha a seu cargo, por indicação do Rei de Espanha, a organização da Escola de Minas na Cidade do México e portanto foi responsável pela construção de uma jóia arquitetónica conhecida como Palácio de Minería. Delhuyar abandonou o México na sequência da Guerra da Independência do México, quando a maioria dos residentes espanhóis no México foi expulsada.

## Biografia
Nasceu em Logroño (La Rioja) filho de pais franceses oriundos de Hasparren, França, e faleceu em Madrid, Espanha.
Entre 1773 e 1777, Delhuyar estudou medicina, cirurgia e química, bem como matemática, física e história natural com o seu irmão Juan José Delhuyar em Paris. Após a sua graduação, regressou à Espanha, onde se exercitou no estudo da mineralogia, especialmente a do País Basco e Navarra, onde residia. Em 1781 foi nomeado membro da Real Sociedad Bascongada de Amigos del Pais, uma instituição iluminista graças à qual começou a ensinar como professor de mineralogia e metalurgia em Bergara, sede tanto da Sociedad Bascongada como da Universidade de Bergara (atualmente fundida com a Universidade do País Basco). Durante estes anos, começou a publicar numerosos artigos e dossiês sobre minerais, os seus modos de extração e purificação, etc., os quais o fizeram famoso por toda a Europa como um dos principais peritos sobre estas questões. Começou a trabalhar no Laboratorium Chemicum de Bergara juntamente com François Chavaneau, com o qual seria o primeiro a purificar a platina. No outono de 1780, após vários meses, foi o primeiro a descobrir e isolar o tungsténio, descoberta que lhe é creditada em conjunto com o seu irmão Juan José. Colaborou também com Joseph Louis Proust, o famoso químico francês ao serviço do rei Carlos IV da Espanha, o qual dirigia o Laboratorio Nacional em Segóvia.
Em 1783, visitou várias universidades europeias, como a Escola de Minas de Freiberga, na qual deu palestras sobre metalurgia e maquinaria mineira; a Universidade de Uppsala, onde colaborou com Torbern Olof Bergman; e Köping, onde visitou Carl Wilhelm Scheele, o qual anunciou a descoberta do tungsténio por Delhuyar, embora seja por alguma razão ele mesmo creditado por esta.
Após o seu regresso à Espanha, em 1785 renunciou à sua posição de professor e, em julho de 1786, foi nomeado Diretor-Geral de Minas no México.Antes partir para o seu novo trabalho, viajou novamente pela Europa entre 1786 e 1788, para estudar o método de Born para a refinação da prata. Durante esta viagem, casou com Joan Raab em Viena, em 1787. Durante os trinta e três anos seguintes viveria na Cidade do México, onde fundou a Escola de Minas local (1 de janeiro de 1792), e adjudicou dirigiu a construção da sede daquela instituição, o Palácio de Minería na Cidade do México, cuja construção foi terminada em 1813 e que é considerado uma das jóias do neoclassicismo americano. Também visitou e melhorou várias das Minas Reais existentes, aumentado dramaticamente a sua produtividade com a introdução de novos métodos de exploração.
Após a independência do México, regressou à Espanha, onde, devido à sua larga experiência e conhecimento dos métodos mineiros modernos, foi nomeado Ministro das Minas em 1822, e supervisionou a mineração moderna nas minas de Almadén, Guadalcanal e Rio Tinto. Após a sua saída do ministério, foi novamente nomeado Diretor-Geral de Minas, e retomou as suas atividades de investigação em química até à sua morte em Madrid, em 6 de janeiro de 1833.